# Vordere Kesselschneid
De Vordere Kesselschneid is een berg in de deelstaat Tirol, Oostenrijk. De berg heeft een hoogte van 2.001 meter.
De Vordere Kesselschneid is de hoogste top van de Zahmen Kaiser, dat onderdeel is van het Kaisergebergte.